# 南柏中央
南柏中央（みなみかしわちゅうおう）は、千葉県柏市の地名。郵便番号277-0075。

## 地理

### 隣接する大字・町
- 南柏
- 豊四季
- 今谷上町

## 歴史
柏市都市計画事業南柏駅東口土地区画整理事業により誕生した。かつて一帯は南柏住宅展示場であった。
2007年3月1日 従来の今谷上町および豊四季より町名を南柏中央に変更した。

## 世帯数と人口
2017年（平成29年）10月31日現在の世帯数と人口は以下の通りである。
| 町丁     | 世帯数  | 人口    |
| -------- | ------- | ------- |
| 南柏中央 | 603世帯 | 1,088人 |

## 小・中学校の学区
市立小・中学校に通う場合、学区は以下の通りとなる。
| 番地 | 小学校             | 中学校             |
| ---- | ------------------ | ------------------ |
| 全域 | 柏市立光ケ丘小学校 | 柏市立光ケ丘中学校 |

## 施設

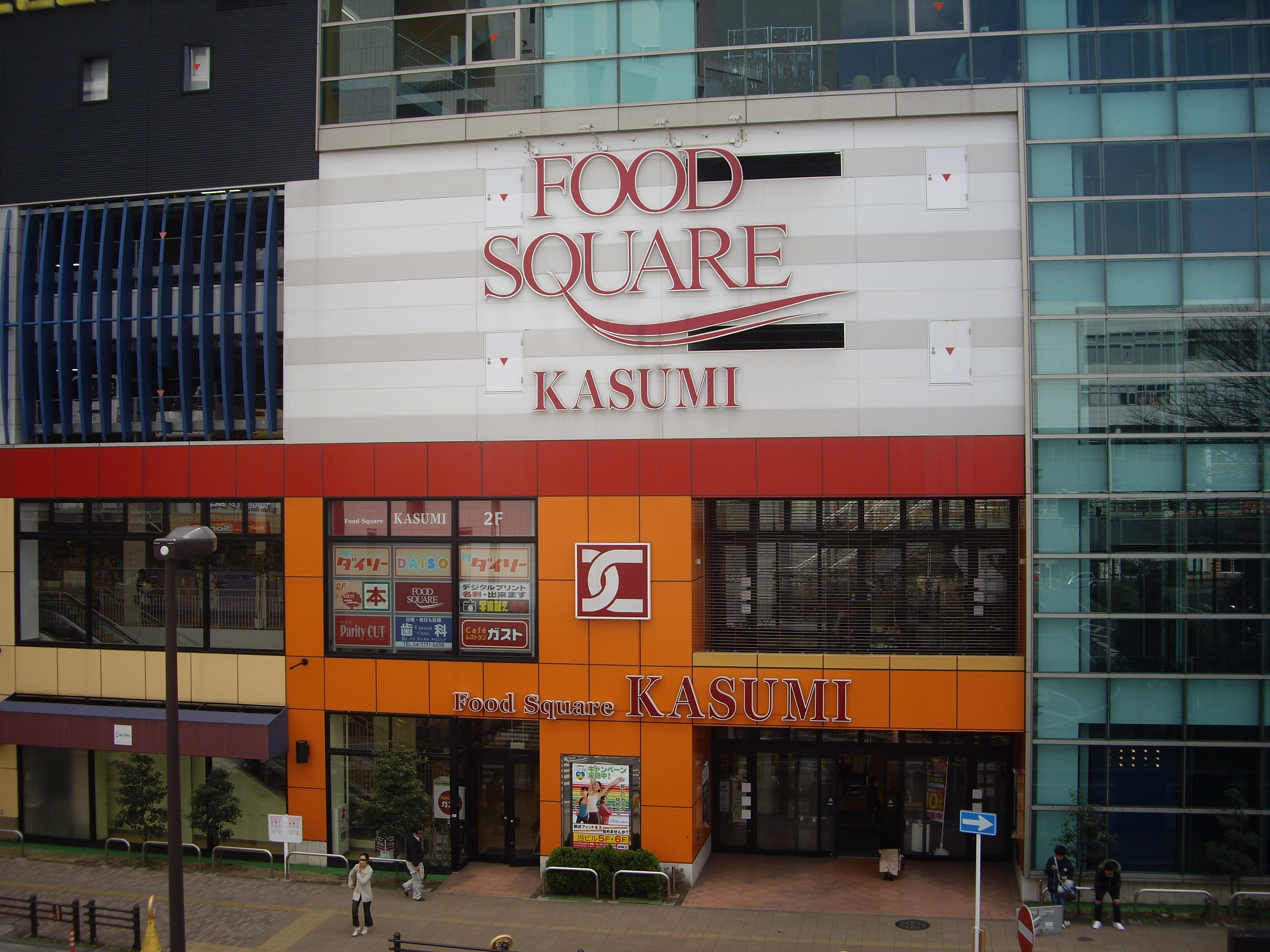
キュア・ラ（Cure・La）

- フィールズ南柏
- キュア・ラ

## 交通

### 鉄道
- 常磐線（各駅停車）南柏駅がある。